# Leopoldo Castedo
Leopoldo Castedo Hernández de Padilla (Madri, 27 de fevereiro de 1915 — 10 de outubro de 1999) foi um historiador espanhol nacionalizado chileno. Estudou filosofia, história da América e das artes nas Universidades de Madri e de Barcelona. De ideais republicanos (apesar de não pertencer a nenhum partido), exilou-se em Paris ao final da guerra civil espanhola.
Chegou ao Chile a bordo do barco Winnipeg que transportava exilados espanhóis, graças a ajuda do poeta Pablo Neruda. Ao desembarcar, foi chamado pela Biblioteca Nacional, onde conheceu Francisco Antonio Encina.
Leopoldo Castedo ajudou Encina de 1940 a 1950 na produção de sua obra (Historia de Chile desde la Prehistoria hasta 1891). Ao concluí-la, Castedo produziu um resumo da mesma (Resumen de la Historia de Chile), eliminando as idéias racistas de Encina e agregando iconografia.  
Foi publicada em 1954, tornando-se um sucesso de vendas e em 1982 produziu um novo tomo do resumo, no qual incluía-se a época parlamentarista (1891-1925).
Além de seus resumos, escreveu também outros livros relacionados à História da arte e vários documentários.